# Limo Koto
Limo Koto is een bestuurslaag in het regentschap Sijunjung van de provincie West-Sumatra, Indonesië. Limo Koto telt 11.709 inwoners (volkstelling 2010).